# Sítio Arqueológico de Moray

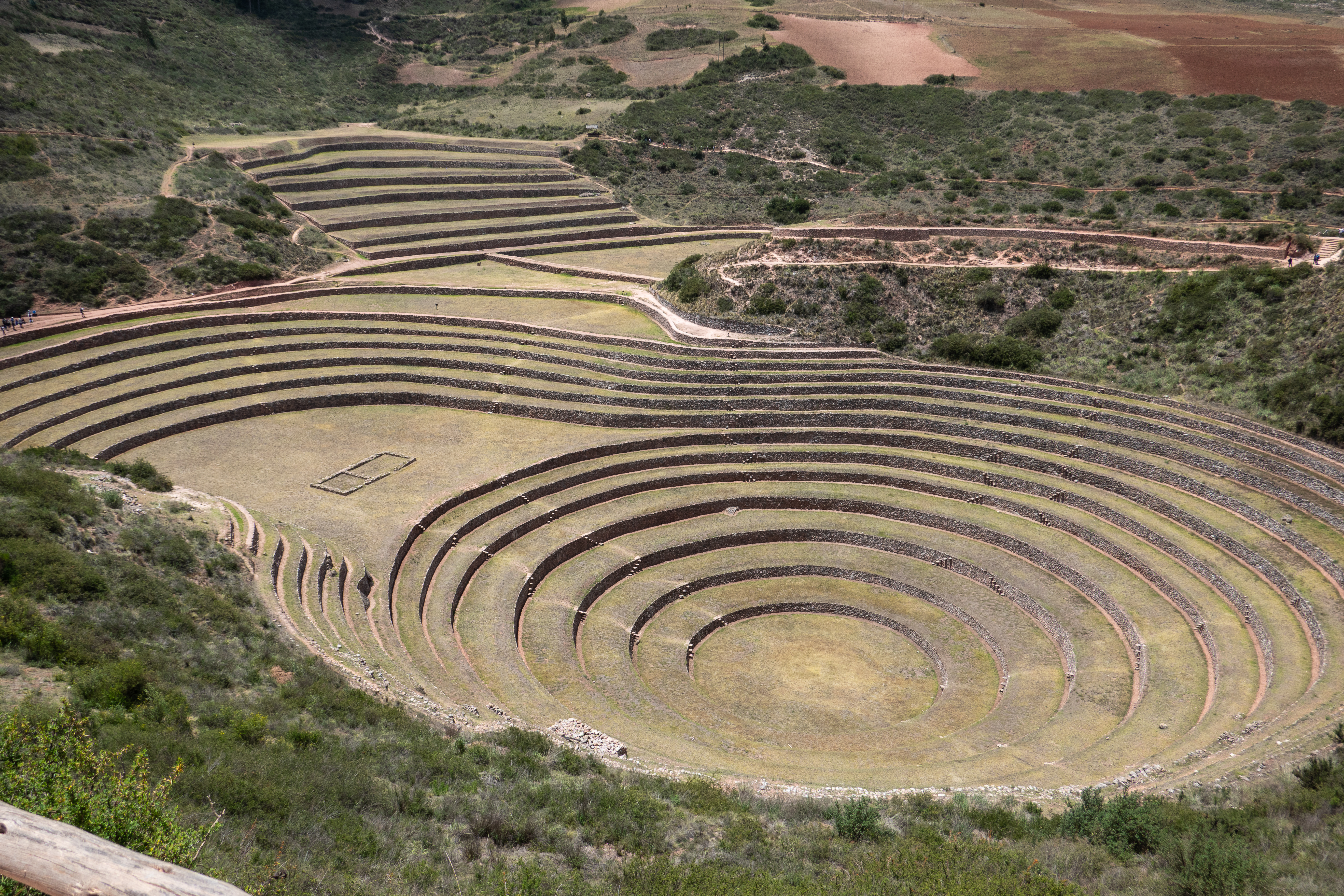
Terraços de Moray

O Sítio Arqueológico de Moray é um complexo arqueológico de terraços agrícolas feitos durante o império Inca. Esses terraços são chamados de muyu na lingua quechua. O sítio está localizado no Vale Sagrado dos Incas, próximo a cidade de Maras, no Peru. O sítio está a uma altitude de 3.500 metros acima do nível do mar.

## História
A região onde se localiza Moray era habitada por Maras e Ayamarcas. Quando os Incas conquistaram a região, passaram a construir edifícios e plataformas agrícolas. No período inca de Tahuantinsuyo, Moray produziu 60% de todas as espécies vegetais e mais de três mil variedades, incluindo batatas, milho e outras espécies.
No ano de 1932, sobrevoando a região, a expedição de Shirppe Johnson descobriu as plataformas sobre uma densa vegetação. Durante o século XX, foram feitas muitas pesquisas em Moray, mas a mais importante foi feita pelo antropólogo John Earls.
Nos estudos de Edward Ranney, Moray era usado pelos Incas para agricultura especial, como a folha da coca. Nos estudos de John Earls foi concluído que cada terraço de Moray reproduzia diferentes climas.

## Construção

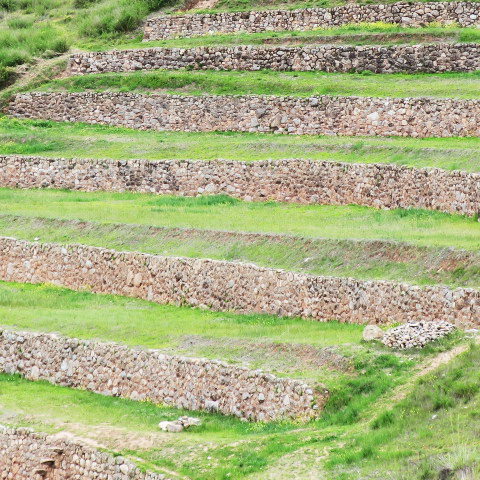
Plataformas escalonadas, com muro de contenção em pedras.

Foram esculpidos quatro terraços côncavos no solo, em formato circular com plataformas escalonadas com uma altura aproximada de 1,80 metro entre elas. As plataformas possuem muros de contenção feitos em pedra e foram preenchidos com solo fértil. A água para irrigação dos terraços entrava pelo lado sul, através de canais esculpidos e descia pelas plataformas verticalmente, através de estritos canais esculpidos na pedra. E no centro inferior dos terraços foi construído um sistema de armazenamento de água da chuva.
Cada plataforma possui um microclima, com graus de humidade, ventilação,  exposição ao sol e temperaturas diferentes, sendo possível produzir várias espécies de plantas. Entre elas batata, quinoa, abóbora, folha de coca e outras ervas para uso medicinal.
Três dos quatros terraços foram nomeados. O maior terraço foi chamado de Qechuyoq, o intermediário de Simamuyu e o menor de Intiwatanamuyu. O quarto terraço, que não foi nomeado, só possui duas plataformas completas. Pelos estudos, parece ser um terraço inacabado. O terraço Qechuyoq possui sessenta metros de profundidade e foi dividido em setores, onde cada setor possui 4 plataformas. Nas quatro plataformas inferiores a umidade é maior e a temperatura baixa, por causa da evapotranspiração da água ser maior. Nas quatro plataformas intermediárias, as temperaturas médias são de 2ºC a 3ºC mais elevados que as plataformas inferiores e as quatro plataformas superiores possuem temperaturas mais elevadas dependendo da exposição solar durante as estações do ano. Na estação da seca, entre maio e junho, e na estação de semeaduras, entre agosto e novembro, há maior diferença microclimática entre os setores.

## Turismo
O Sítio Arqueológico de Moray é um ponto turístico da região de Cusco. Agencias de turismo oferecem tour para visitação e também pode chegar em veículos próprios ou transportes públicos até Maras e de Maras pegar um taxi. A entrada é paga.

No dia 8 de outubro, os moradores das comunidades vizinhas fazem a Festa do Sol ou Moray Raymi nas plataformas de Moray com danças folclóricas, para celebrar a terra e a colheita.